# Agripina Samper Agudelo
Agripina Casimira de los Dolores Samper Agudelo  (4 tháng 3 năm 1833 - 22 tháng 4 năm 1892)  là một nhà thơ người Colombia. Bà sống trong một gia đình văn học, bà nhận được một nền giáo dục không dễ tiếp cận với phụ nữ ở thời đại và đất nước của bà. Bà đã viết văn xuôi và thơ dưới bút danh "Pía-Rigán", một phép đảo chữ của tên bà. Tác phẩm của bà vẫn chưa được công bố trong suốt cuộc đời của bà và chỉ được tuyển tập và xuất bản sau đó.

## Cuộc sống cá nhân
Agripina Casimira de los Dolores được sinh ra vào ngày 4 tháng 3 năm 1833 tại thành phố Honda, sau đó là một phần của Cundinamarca, cha mẹ bà là Jose María Samper Blanco và María Tomasa Agudelo y Tafur, bà là con gái duy nhất của họ và là người thứ bảy trong số tám đứa trẻ được sinh ra bởi Jose María và María Tomasa. Hai anh chị em của bà nổi bật: José María, người kết hôn với Soledad Acosta Kemble, cả hai đều là nhà văn và nhà báo theo quyền riêng của họ; và Miguel, nhà văn và chính trị gia nổi tiếng. Vào ngày 4 tháng 7 năm 1857, bà kết hôn với Manuel Ancízar Basterra, một nhà khoa học và nhà văn, và cuộc hôn nhân này dẫn đến kết quá là sự ra đời của Roberto, Pablo, Inés, Jorge và Manuel. Khi bà trở thành góa phụ vào năm 1882, bà cùng các con chuyển đến Paris, nơi bà qua đời vào ngày 22 tháng 4 năm 1892.

## Tác phẩm được chọn
- Samper, José María; Samper, Agripina (1860). "Ensayos Poéticos de Pía-Rigán" [Poetic Essays of Pía-Rigán]. Ecos de los Andes [Echos of the Andes] (bằng tiếng Tây Ban Nha). Paris: E. Thunot. OCLC 12355033.
- Añez, Julio. Parnaso Colombiano: Colección de Poesías Escogidas [Colombian Parnassus: Selected Poetry of Agripina Samper] (PDF) (bằng tiếng Tây Ban Nha). Luis Ángel Arango Library. Bản gốc (PDF) lưu trữ ngày 28 tháng 2 năm 2014. Truy cập ngày 2 tháng 11 năm 2010.